# Андріївка (Рибницький район)
Андріївка (рос. Андреевка; рум. Andreevca) — село в Рибницькому районі в Молдови (Придністровська Молдавська Республіка). Розташоване у східній частині району на річці Сухій Рибниці, за 20 км від районного центру — міста Рибниці та за 5 км від залізничної станції Колбасної.

## Історія
Вперше згадується у документах 1908 року.

### Радянська доба
За часів Ралянського Союзу село було центром Андріївської сільської ради Рибницького району Молдавської РСР. В селі розміщувалось 1-ше відділення об'єднання з виробництва кормів (центральна садиба знаходилася у селі Вихватинцях).
Станом на початок 1980-х років в селі працювали восьмирічна школа, клуб, бібліотека, фельдшерсько-акушерський пункт, дитячі ясла, магазини, відділення зв'язку.
В селі встановлений обеліск в честь воїнів, які загинули у роки німецько-радянської війни.

## Населення
Згідно з переписом населення 2004 року у селі проживало 85,2% українців. 